# Quartiere francese

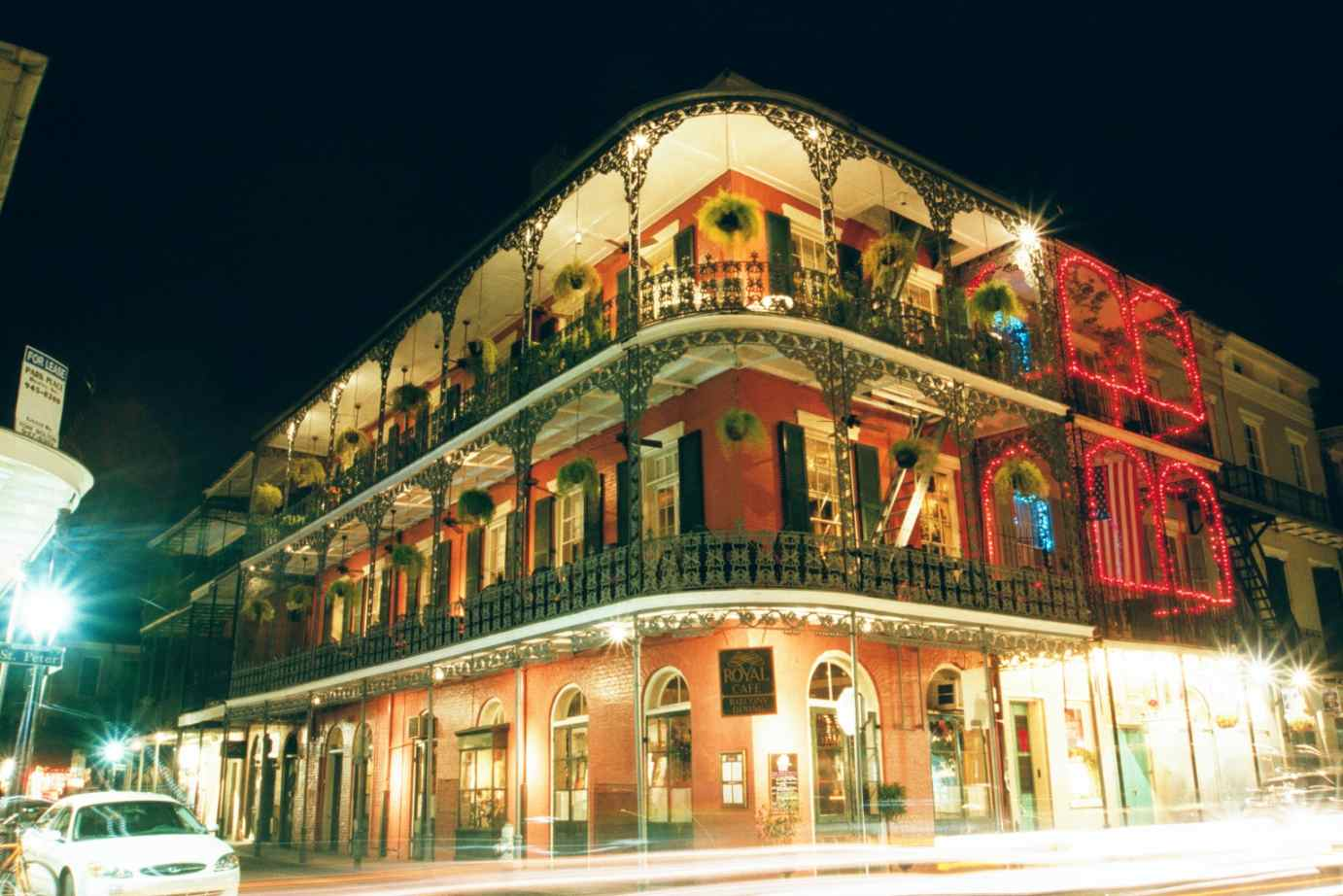
Elaborate gallerie in ferro battuto all'angolo di Royal e St. Peter Street.

Il quartiere francese, noto anche come Vieux Carré, è il più antico nucleo della città di New Orleans. Quando New Orleans (La Nouvelle-Orléans in francese, la Nuova Orleans in italiano) venne fondata nel 1718 da Jean-Baptiste Le Moyne de Bienville, il nucleo abitato sorse nel quartiere francese, o Vieux Carré ("antica piazza" in francese) come era noto allora. Mentre oggi qualcuno continua a chiamarlo Vieux Carré, esso è comunemente noto come "quartiere francese", o semplicemente "quartiere". Anche se è chiamato quartiere "francese", la maggior parte delle costruzioni attuali vennero realizzate dagli spagnoli, nello stile coloniale del loro paese d'origine. L'intero distretto è considerato monumento storico nazionale dal 2014 e comprende numerosi edifici storici.

## Geografia
Il quartiere francese si trova alle coordinate 29°57′31″N 90°03′54″W ed è situato al livello del mare. Secondo l'United States Census Bureau, il distretto ha un'area di 1,7 km², di cui 1,3 sono costituiti da terra e 0,4 da acque.

### Confini
La definizione più comune del quartiere francese comprende tutto il territorio che si estende lungo il fiume Mississippi da Canal Street a Esplanade Avenue (12 isolati) e da Rampart Street (7-9 isolati). È costituito da 78 isolati. Alcune definizioni, come le leggi urbanistiche della città, escludono le costruzioni di fronte a Canal Street, che erano già state ristrutturate non considerando il mantenimento dell'architettura originaria, e la sezione tra Decatur Street e il fiume, che per lungo tempo era stata utilizzata per edifici industriali e magazzini di stoccaggio.
Qualsiasi modifica alle strutture nei blocchi rimanenti è soggetta al controllo della Commissione Vieux Carré, che determina se la proposta è appropriata per il carattere storico del quartiere. I suoi confini come definiti dalla City Planning Commission sono: Esplanade Avenue a nord, il Mississippi ad est, Canal Street, Decatur Street e Iberville Street, a sud e Basin Street, St. Louis Street e Rampart Street Nord a ovest.
Il National Historic Landmark district è costituito da 85 isolati. Il quartiere è un sub-distretto del French Quarter/CBD Area.

## Demografia
Dal censimento del 2000, risultavano residenti 4 176 persone, 2908 case e 509 famiglie, mentre quello del 2010 registrava 3 813 abitanti, 2635 case e 549 famiglie.

## Storia

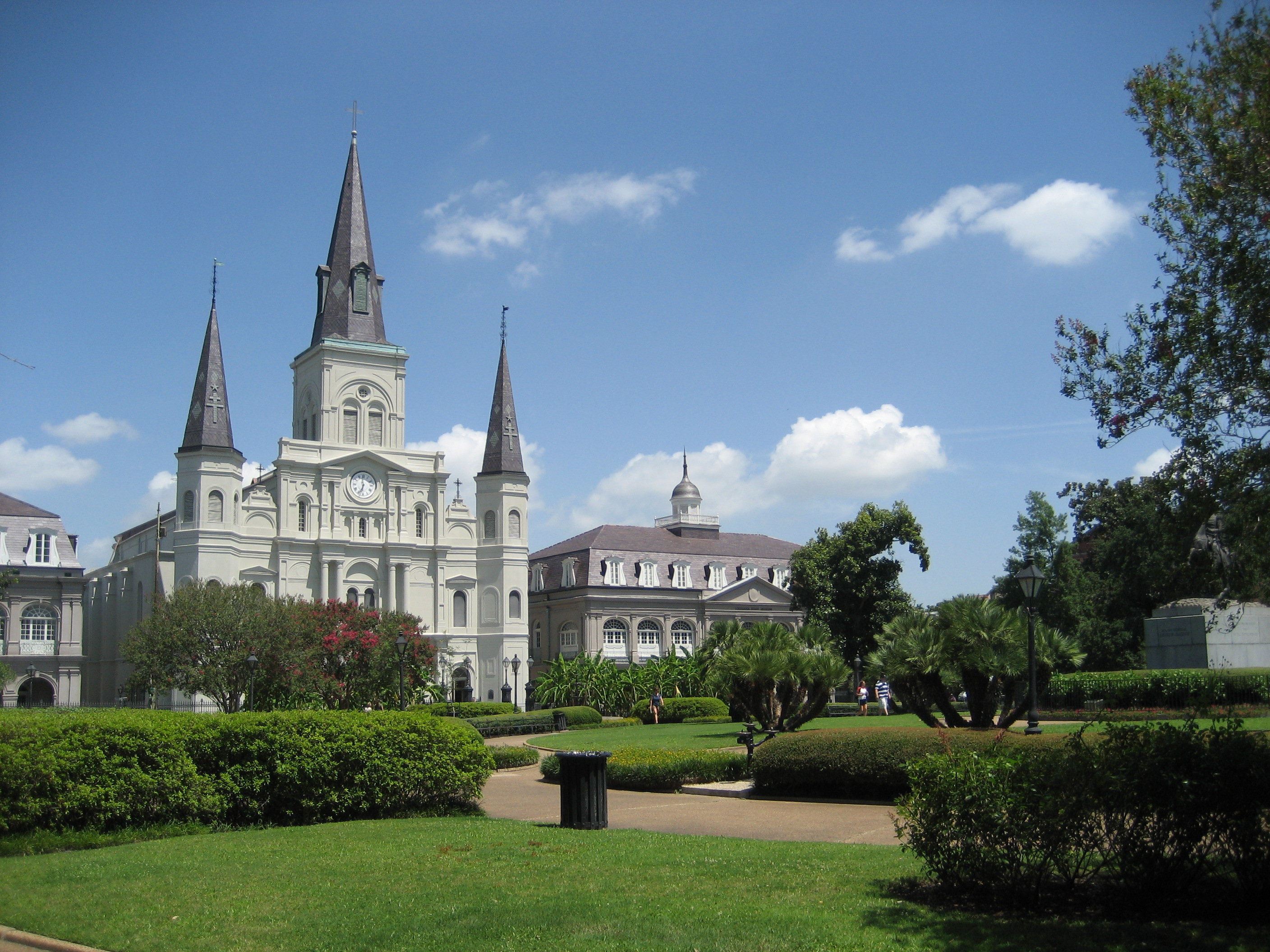
La Cattedrale di St. Louis vista dai giardini di Jackson Square

### I primi insediamenti
Molti degli edifici risalgono a prima che New Orleans venisse a far parte degli Stati Uniti, anche se vi sono alcune costruzioni risalenti al tardo XIX secolo e all'inizio del XX. Fin dal 1920 gli edifici storici sono stati protetti dalla legge e non possono più essere demoliti, e gli eventuali lavori di ristrutturazione o di nuova costruzione, nella zona, debbono essere effettuati, secondo le norme, in base al periodo storico del loro stile architettonico.
La maggior parte delle architetture del quartiere francese sono state costruite durante il periodo di influenza spagnola su New Orleans e questo si riflette nella sua architettura. Il grande fuoco di New Orleans del 1788 e l'altro grande incendio nel 1794 distrussero gran parte del quartiere costruito secondo la vecchia architettura coloniale francese, lasciando ai nuovi signori spagnoli della colonia la possibilità di ricostruirlo secondo i loro gusti e più moderni rigorosi codici antincendio, che prevedevano che tutte le strutture fossero adiacenti e vicine al cordolo del marciapiede per creare una barriera contro il fuoco.
I vecchi tetti francesi a punta vennero sostituiti con quelli piani piastrellati, e fu vietato costruire pareti esterne in legno dando la preferenza allo stucco, dipinto con i colori pastello di moda all'epoca. Di conseguenza abbondano le pareti colorate, i tetti e i balconi in ferro battuto riccamente decorati e le gallerie, sia del XVIII secolo che del XIX. (Nel sud-est della Louisiana, viene fatta una distinzione tra i "balconi", che sono autoportanti e attaccati alla facciata dell'edificio e le "gallerie" che sono sostenute da pali o colonne).

### L'arrivo degli inglesi
Quando cominciarono a giungere gli americani anglofoni, dopo l'acquisto della Louisiana, la maggior parte di essi costruì a monte, di fronte alla moderna Canal Street, che divenne il luogo di incontro di due culture, una francofona, i creoli e l'altra americana anglofona (i proprietari terrieri locali avevano chiesto all'architetto e geometra Barthelemy Lafon di suddividere le loro proprietà per creare un sobborgo americano). Il centro dell'ampio viale divenne un luogo in cui le due culture potevano incontrarsi e fare affari bilingui. Come tale divenne noto come il "terreno neutro", e questo nome persiste ancora oggi nella zona di New Orleans. Così, anche prima della guerra di secessione, i creoli francesi erano diventati una minoranza nel quartiere.

### Il XX secolo
Nel tardo XIX secolo il quartiere divenne la parte meno interessante della città, e vi si stabilirono molti emigranti provenienti da Italia e Irlanda. Nel 1905, il console italiano stimò che un terzo o un quarto della popolazione del quartiere era nata in Italia o da genitori italiani. Nel 1917 la chiusura di Storyville portò al trasferimento, nel quartiere francese, delle prostitute e del malaffare scacciato dalla zona chiusa e "per la maggior parte delle famiglie del quartiere francese . . fu l'ultima goccia che fece traboccare il vaso, e pian piano si trasferirono nella città nuova". Ciò, combinato con la perdita della French Opera House due anni dopo, costituì la fine della cultura creola francese nel "quartiere". La maggior parte dei creoli rimasti si spostò nei pressi dell'Università.
Agli inizi del XX secolo, gli affitti economici e l'aria decadente attirarono una comunità di artisti bohemien, una tendenza che si andò ampliando negli anni 1920. Molti di questi nuovi abitanti si attivarono per la preservazione del quartiere, che ebbe inizio in quel periodo. Pertanto venne istituita, nel 1925, la Vieux Carré Commission (VCC). Anche se inizialmente era solo un organo consultivo, un referendum del 1936, per modificare la costituzione della Louisiana, gli assegnò il potere di regolamentare.
Il 21 dicembre 1965 il "Vieux Carre Historic District" venne dichiarato National Historic Landmark. I lavori di conservazione degli immobili vennero affidati a Jacob Haight Morrison (1905-1974), un avvocato che fondò l'associazione dei Vieux Carre Property Owners, Residents and Associates - VCPORA. Egli era il fratellastro del sindaco di New Orleans, deLesseps Story Morrison (1912-1963). Negli anni 1980 molti dei residenti di lunga data vennero allontanati dall'aumento spropositato degli affitti, avvenuti a seguito dell'aumento abnorme della valutazione degli immobili in seguito all'assegnazione a New Orleans dell'Esposizione universale nel 1984. Il quartiere si sviluppò in funzione del turismo e divenne un insieme di abitazioni residenziali, alberghi, pensioni, bar e attività commerciali.

### Impatto dell'uragano Katrina
Alla fine di agosto del 2005, la maggior parte di New Orleans venne allagata a causa della rottura degli argini a seguito del passaggio dell'uragano Katrina. Il quartiere francese, come la maggior parte della città che si era sviluppata prima della fine del XIX secolo, fu una delle zone a rimanere sostanzialmente non allagata, in quanto era stata costruita su un terreno asciutto, protetto da argini che lo ponevano a 1,5 m sul livello del mare. Alcune strade subirono inondazioni minori, e diversi edifici ebbero danni significativi causati dai forti venti. La maggior parte dei punti di riferimento più importanti subirono comunque solo danni minori. Il quartiere in gran parte sfuggì ai saccheggi e alle violenze che si scatenarono dopo la tempesta e quasi tutti i negozi di antiquariato e le gallerie d'arte del quartiere francese, rimasero intatte.
Il sindaco Ray Nagin riaprì ufficialmente il quartiere il 26 settembre 2005. Nel giro di un mese, la maggior parte degli esercizi commerciali vennero riaperti. L'Historic New Orleans Collection del Williams Research Center fu la prima costruzione ad essere completata dopo l'uragano Katrina.

## Luoghi e attrazioni

### Jackson Square

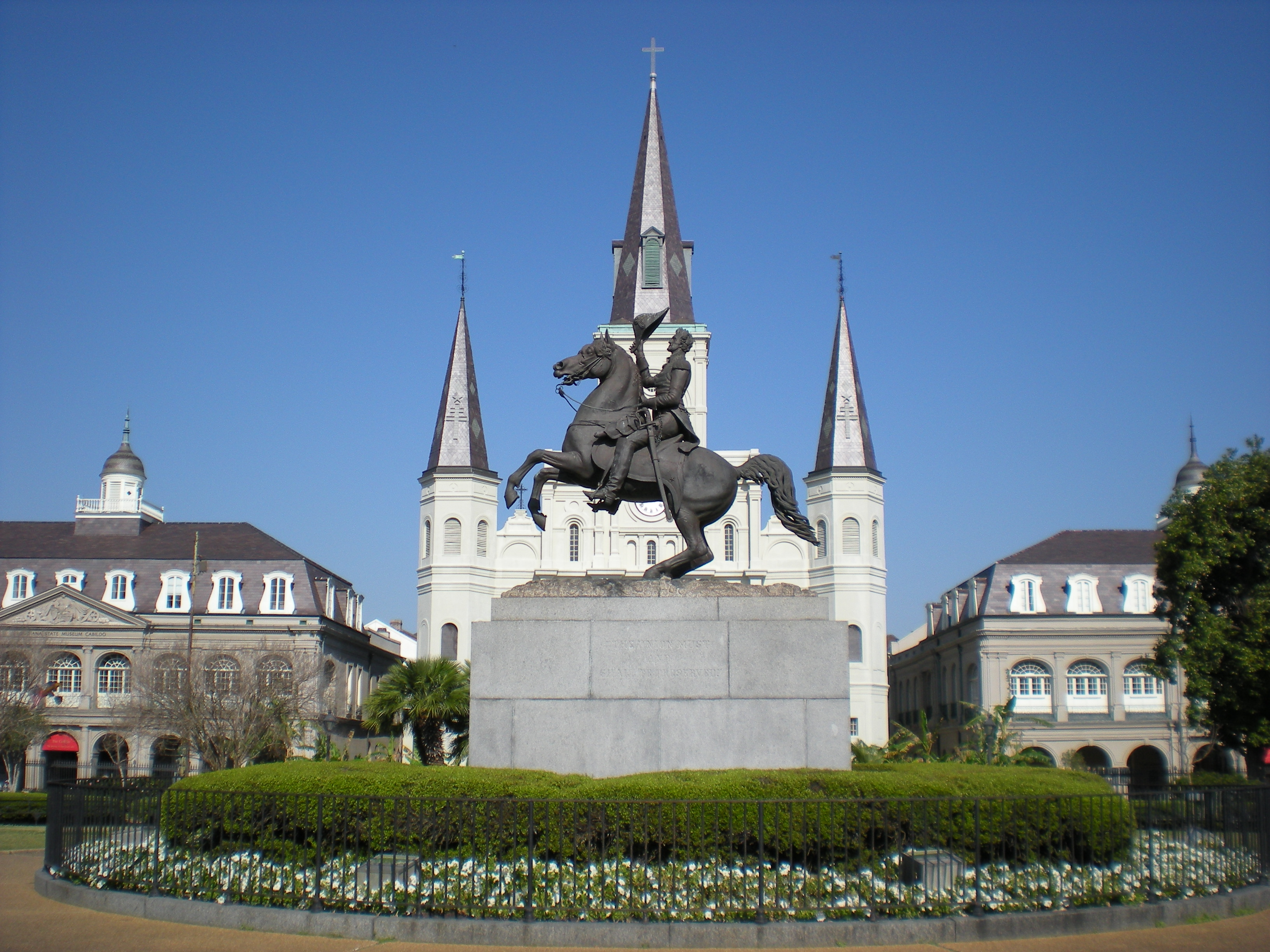
La statua di Jackson e la cattedrale di San Luigi.

Jackson Square (un tempo Piazza d'armi), originariamente disegnata dall'architetto Louis H. Pilié (anche se gli si accredita solo la recinzione in ferro), è un parco aperto situato al centro del "quartiere francese". Dopo la Battaglia di New Orleans venne intitolata al generale Andrew Jackson. Una scultura equestre di Jackson si trova al centro del parco.
La piazza un tempo dava sul fiume Mississippi al di là di Decatur Street, ma la vista venne occultata, nel XIX secolo, dalla costruzione di un palazzo. Il fiume fu a lungo interessato alla navigazione, ma l'amministrazione del sindaco Moon Landrieu realizzò una passeggiata panoramica lungo il fiume di fronte alla piazza, che è conosciuta come la "Moon Walk" in suo onore. Alla fine degli anni 1980 vennero demolite delle banchine e i vecchi magazzini per creare il Woldenberg Park, che estende la passeggiata lungofiume fino a Canal Street.
Sul lato opposto della piazza si trovano tre edifici del XVIII secolo che erano il centro dell'era coloniale. Al centro dei tre edifici vi è la Cattedrale di San Luigi. La cattedrale fu designata basilica minore da papa Paolo VI. Alla sua sinistra vi è The Cabildo, l'antico municipio, ora trasformato in museo, dove venne firmato l'atto d'acquisto della Louisiana. A destra della cattedrale si trova The Presbytere, costruito per armonizzarsi con il Cabildo. Il Presbytère che era in origine la residenza del presbitero della Chiesa cattolica, venne trasformato in palazzo di giustizia all'inizio del XIX secolo e nel XX secolo divenne un museo.
Sugli altri due lati della piazza vi sono i Pontalba Buildings, in mattoni rossi, costruiti negli anni 1840. Al piano terra si trovano negozi e ristoranti e ai piani superiori vi sono degli appartamenti che sono i più antichi appartamenti affittati continuamente in tutti gli Stati Uniti.
Direttamente di fronte a Jackson Square vi è la Jax Brewery, la fabbrica originale di una birra locale. Dopo che la società cessò di operare, l'edificio venne trasformato in attività diverse, tra cui ristoranti e negozi. Negli ultimi anni, un po' di spazio commerciale è stato trasformato in condomini sul fiume. Dietro la fabbrica di birra Jax si trova il Toulouse Street Wharf, il porto del battello a vapore Natchez.
Dagli anni 1920 a quelli 1980 la piazza era conosciuta come luogo di ritrovo di pittori, giovani studenti d'arte e caricaturisti. Negli anni 1990, a questi si aggiunsero lettori di tarocchi, mimi, cartomanti e artisti di strada.
La musica dal vivo è stata una caratteristica regolare del quartiere, compresa la piazza, per più di un secolo. Concerti formali vi hanno luogo, anche se raramente, e musicisti suonano per ottenere una mancia.
Diagonalmente alla piazza, dal Cabildo, si trova il Café du Monde, aperto 24 ore al giorno, ad eccezione di Natale e durante gli uragani, ben noto per il café au lait, caffè speziato con cicoria e bignè, serviti in via continuativa dal XIX secolo. Vi è la consuetudine di gettare zucchero a velo, mentre esprime un desiderio, su chiunque vada lì per la prima volta.

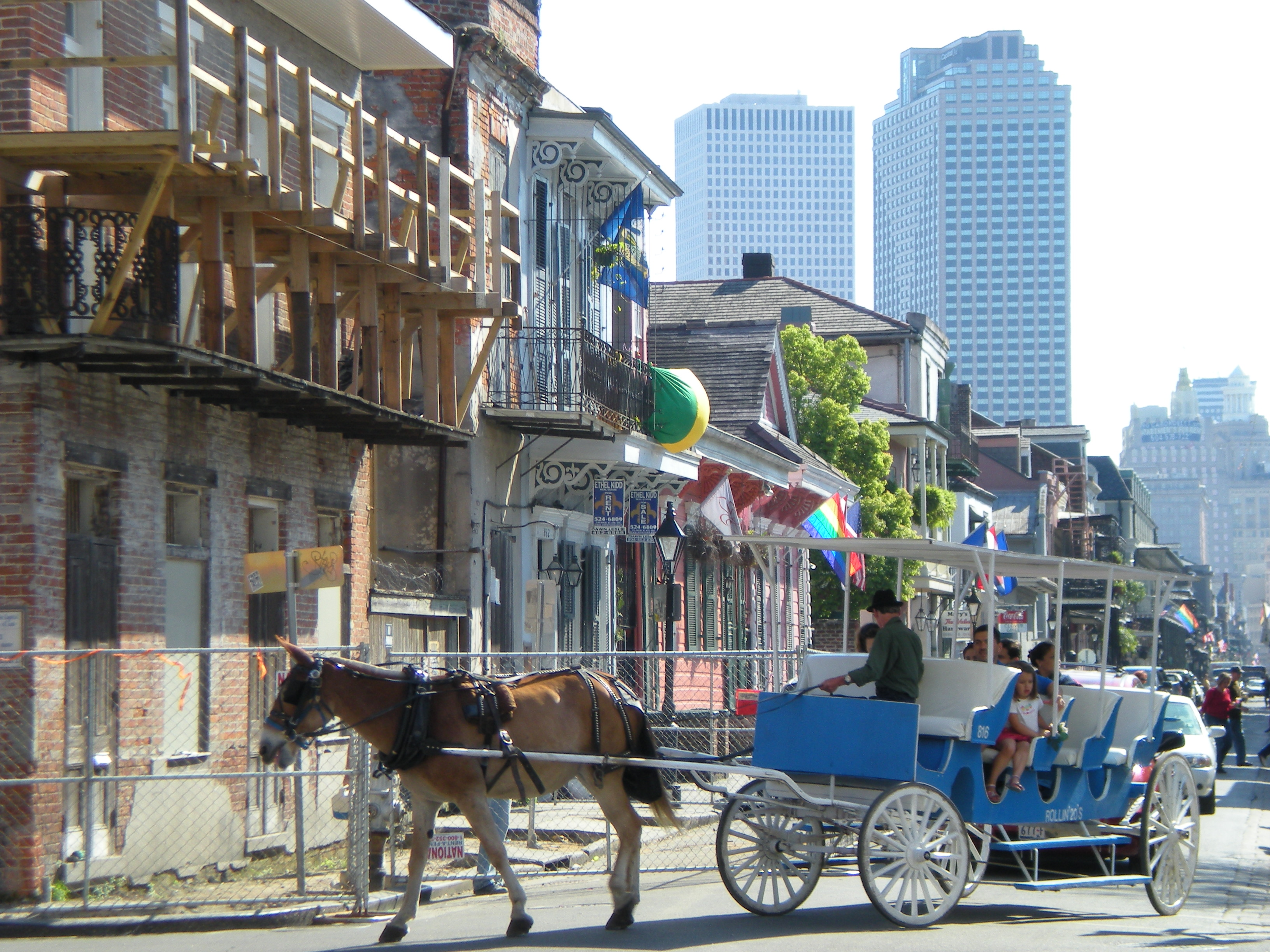
Strada nel Quartiere francese
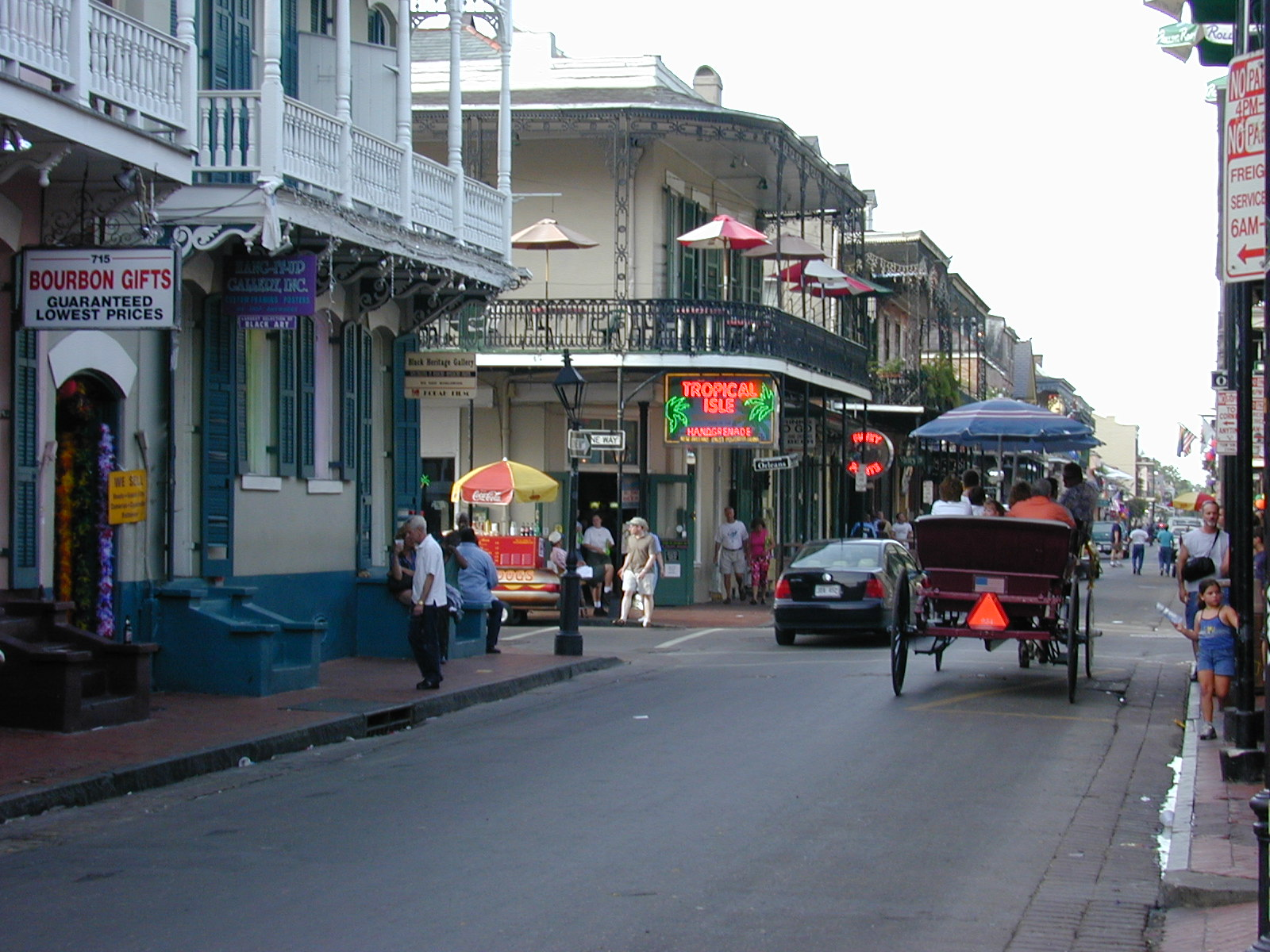
La Rue Bourbon, o Bourbon Street, ha preso il nome dalla famiglia reale francese dei Borboni
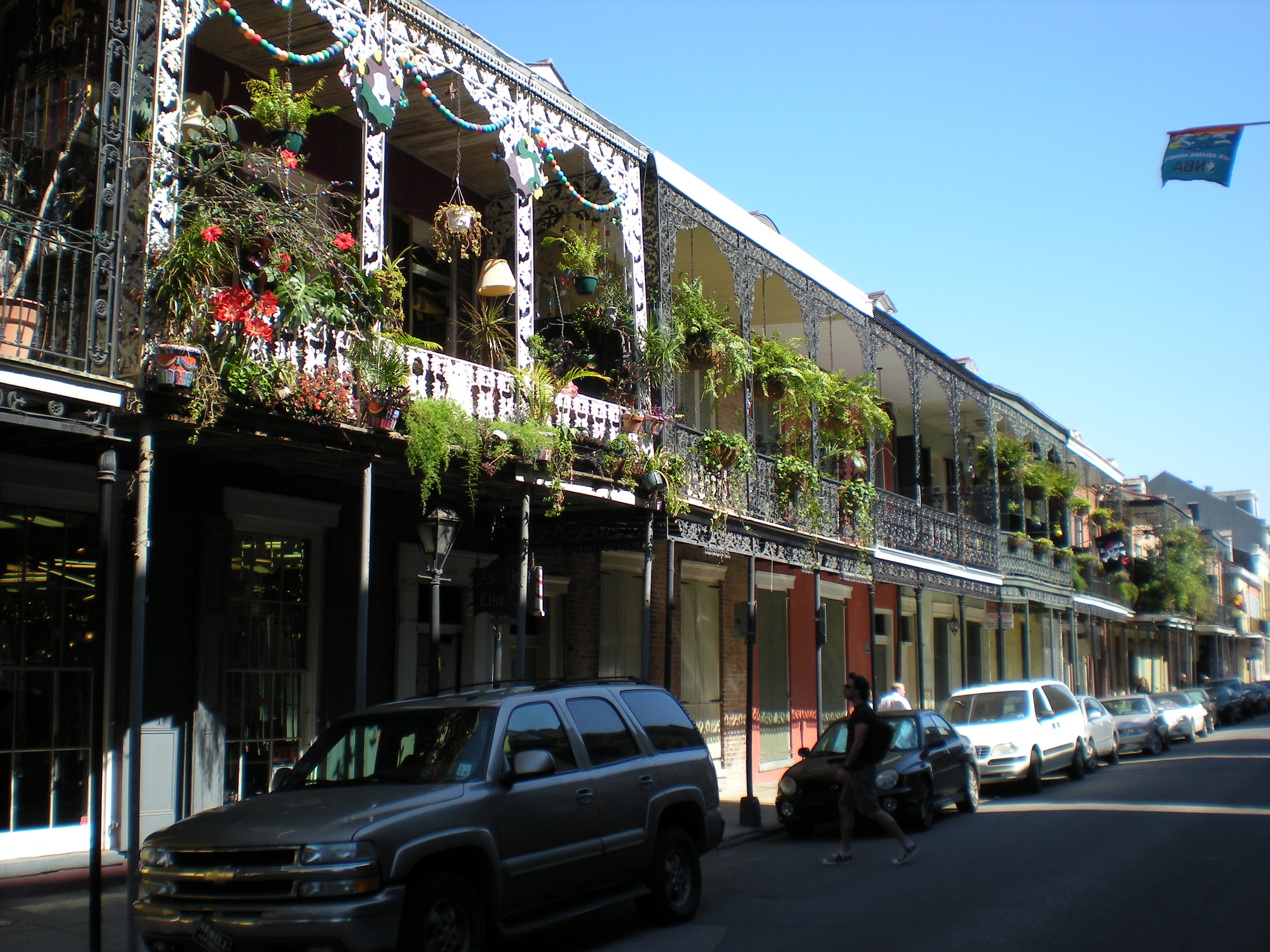
Quartiere francese
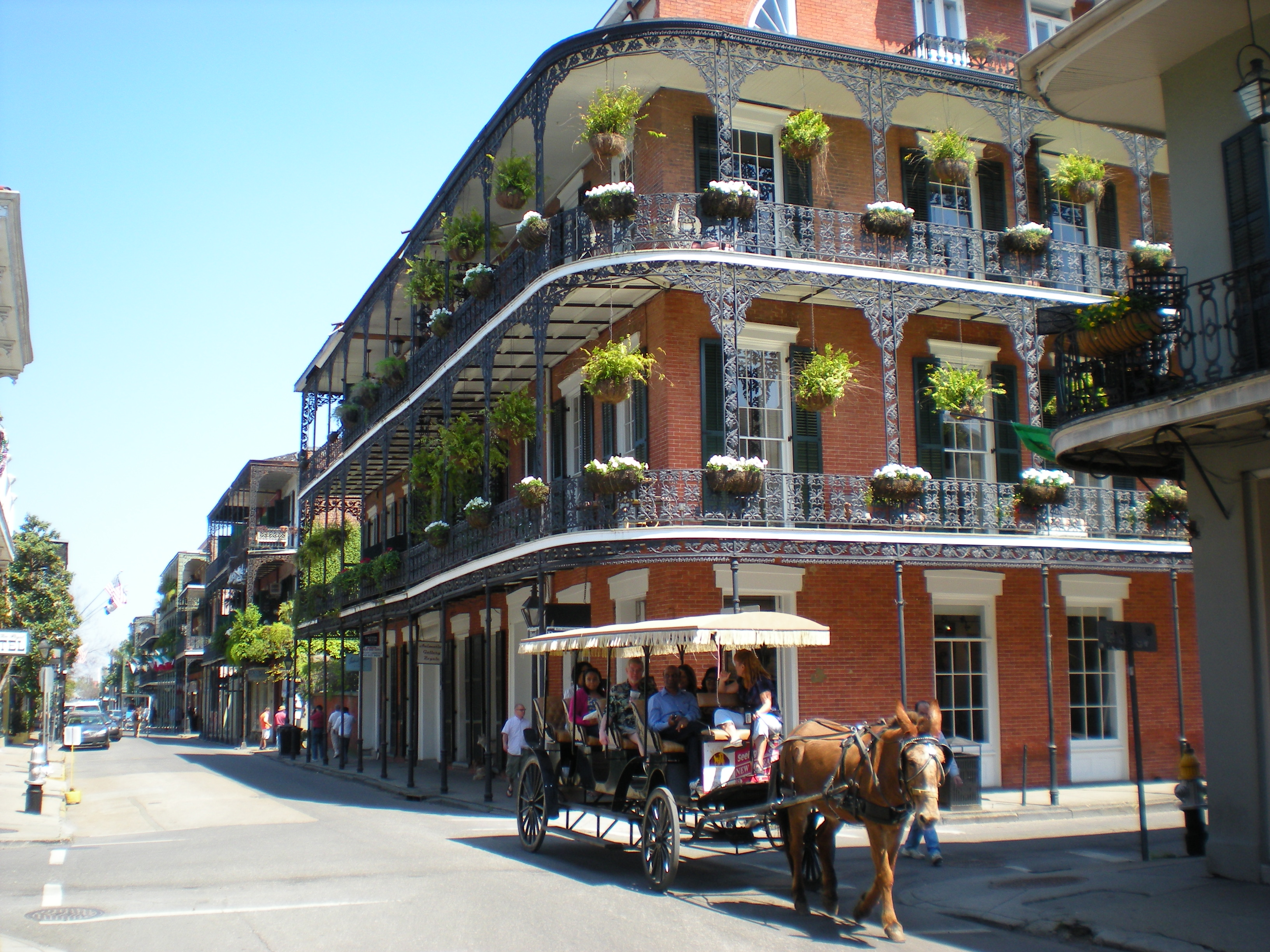
Quartiere francese

### Bourbon Street

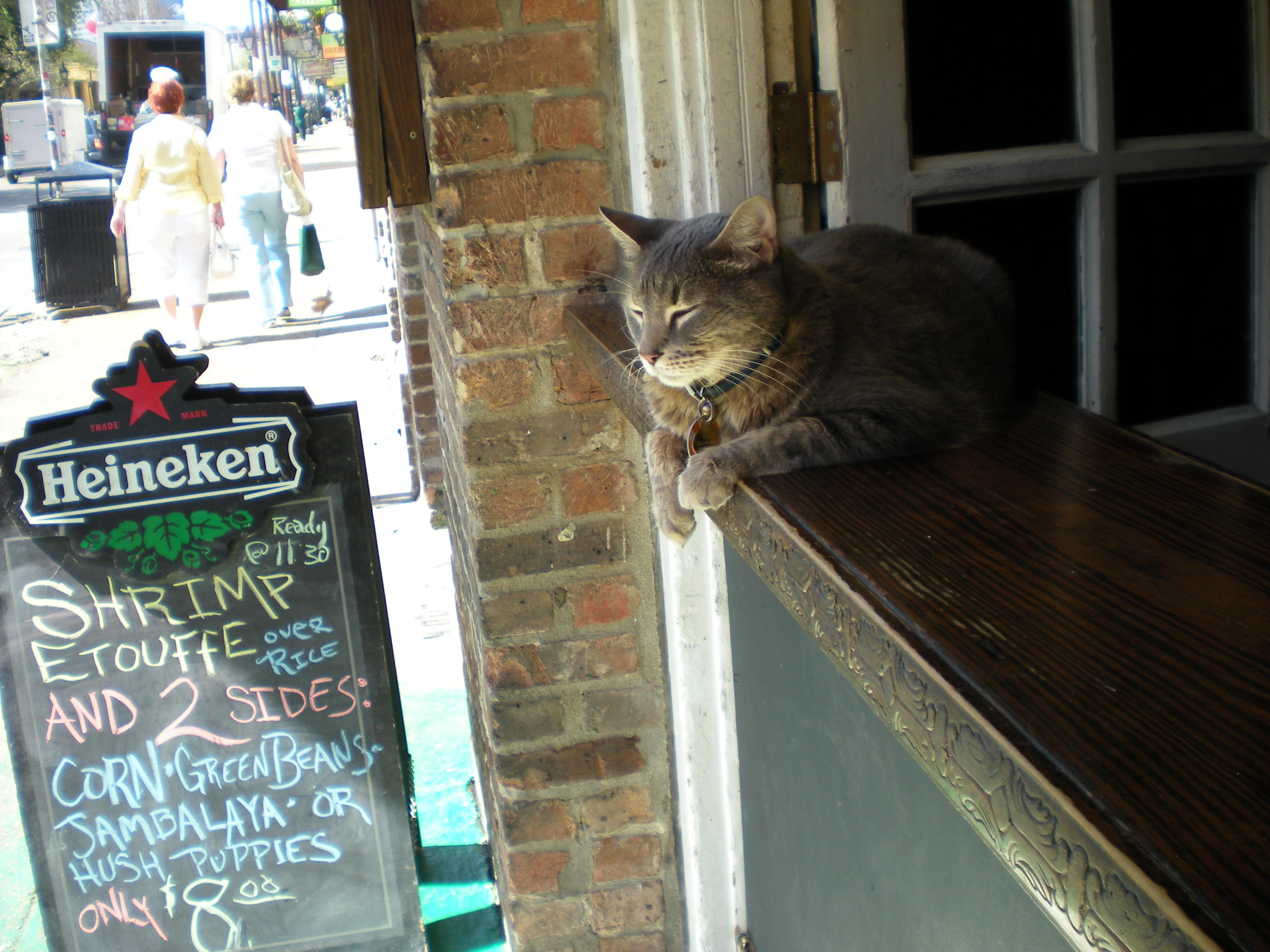
Un pomeriggio nel quartiere francese

La più conosciuta delle strade del quartiere francese, Bourbon Street o Rue Bourbon, è nota per i suoi bar e pub. La maggior parte dei bar frequentati dai turisti sono nuovi, ma il quartiere ha anche una serie di locali di rilievo con storie interessanti alle spalle.
La Old Absinthe House, su Bourbon Street, ha mantenuto il suo nome anche quando, per quasi un secolo, l'assenzio era illegale negli Stati Uniti.
Il Pat O'Brien's Bar è noto per aver inventato il cocktail, Hurricane e per aver avuto il primo Piano Bar. Pat O'Brien's si trova al 718 St. Peter Street.
Lafitte's Blacksmith Shop è una taverna sita all'angolo di Bourbon Street e St. Philip Street. Costruita intorno al 1772, è una delle più antiche strutture di New Orleans (l'Ursuline Convent (1751), ad esempio, è più antico) ed è considerato il bar, continuamente in esercizio, più antico degli Stati Uniti. Secondo la leggenda la struttura era un tempo di proprietà del pirata Jean Lafitte, anche se, come molte cose che coinvolgono Lafitte, non esiste alcuna documentazione in proposito.
La Napoleon House, bar e ristorante, è l'ex abitazione del sindaco Nicholas Girod; il nome deriva da un progetto non realizzato per salvare Napoleone dal suo esilio a Sant'Elena e portarlo a New Orleans.
L'originale Johnny White's bar è il prediletto dai motociclisti. Nel 2005 una filiazione di Johnny White's, chiamata Hole in the Wall, insieme a Molly's at the Market, attirarono l'attenzione dei media nazionali per essere state le uniche attività commerciali della città che rimasero aperte durante l'uragano Katrina e nelle tribolazioni delle settimane seguenti alla tempesta.
Il Bourbon Pub e Oz, entrambi siti all'intersezione di Bourbon e St. Ann, sono i più grandi club per gay di New Orleans. Il Café Lafitte in Exile, sito all'incrocio di Bourbon e Dumaine è il più antico bar gay degli Stati Uniti. Questi e altri locali gay sponsorizzano il Southern Decadence Festival durante il week-end del Labor Day. Questo festival è spesso definito come New Orleans "Gay Mardi Gras".
New Orleans e il suo quartiere francese è uno dei pochi posti, negli Stati Uniti, dove il possesso e il consumo di alcol in contenitori aperti è consentito anche in strada.

### Ristoranti
Il quartiere ospita molti ristoranti, che vanno dal formale al casual, frequentati sia da turisti che da gente del posto. Alcuni sono punti di riferimento ben noti, come ad esempio Antoine's e Tujague's, in attività dal XIX secolo, mentre Arnaud's, Galatoire's, Broussard's e Brennan's sono solo un po' meno antichi. Meno storici, ma anche ben noti ristoranti del quartiere francese sono quelli degli chef Paul Prudhomme ("K-Paul's"), Emeril Lagasse ("NOLA"), e John Besh. Port of Call sull'Esplanade Avenue è stato in attività per più di 30 anni ed è riconosciuto per i suoi popolari drink Monsoon.

### Hotel
Ci sono diversi tipi di alloggi nel quartiere francese che vanno dalle grandi catene internazionali di bed and breakfast ai condomini multiproprietà a piccole pensioni con solo una o due camere. L'Hotel Maison De Ville e Audubon Cottages vennero costruiti come case di città nel 1800. Gli Audubon Cottages hanno ospitato Antoine Amédée Peychaud nel corso della loro storia. Tennessee Williams (con il quartiere francese che fornisce l'impostazione per la sua opera forse più famosa, Un tram che si chiama Desiderio) è stato spesso ospite dell'hotel che vuol mantenere la sua atmosfera storica.
Il quartiere francese è ben noto per i suoi più autentici e tradizionali boutique hotel come l'Hotel Royal, l'Hotel St. Helene e l'Omni Royal Orleans. Questi alberghi offrono ottima posizione, bella vista e mettono gli ospiti a contatto con il tema generale di New Orleans.